# Badia Calavena
Badia Calavena là một đô thị ở tỉnh Verona trong vùng Veneto của Ý, có cự ly khoảng 90 km về phía tây của Venice và khoảng 20 km về phía đông bắc của Verona. Tại thời điểm ngày 31 tháng 12 năm 2004, đô thị này có dân số 2.461 người và diện tích là 26,9 km².
Đô thị Badia Calavena có các frazioni (các đơn vị trực thuộc, chủ yếu là các làng) Badia Calavena, Sprea, S.Andrea, và S.Valentino e SS.Trinità.
Badia Calavena giáp các đô thị: San Mauro di Saline, Selva di Progno, Tregnago, Velo Veronese, và Vestenanova.